# Hermanice (Ustroń)

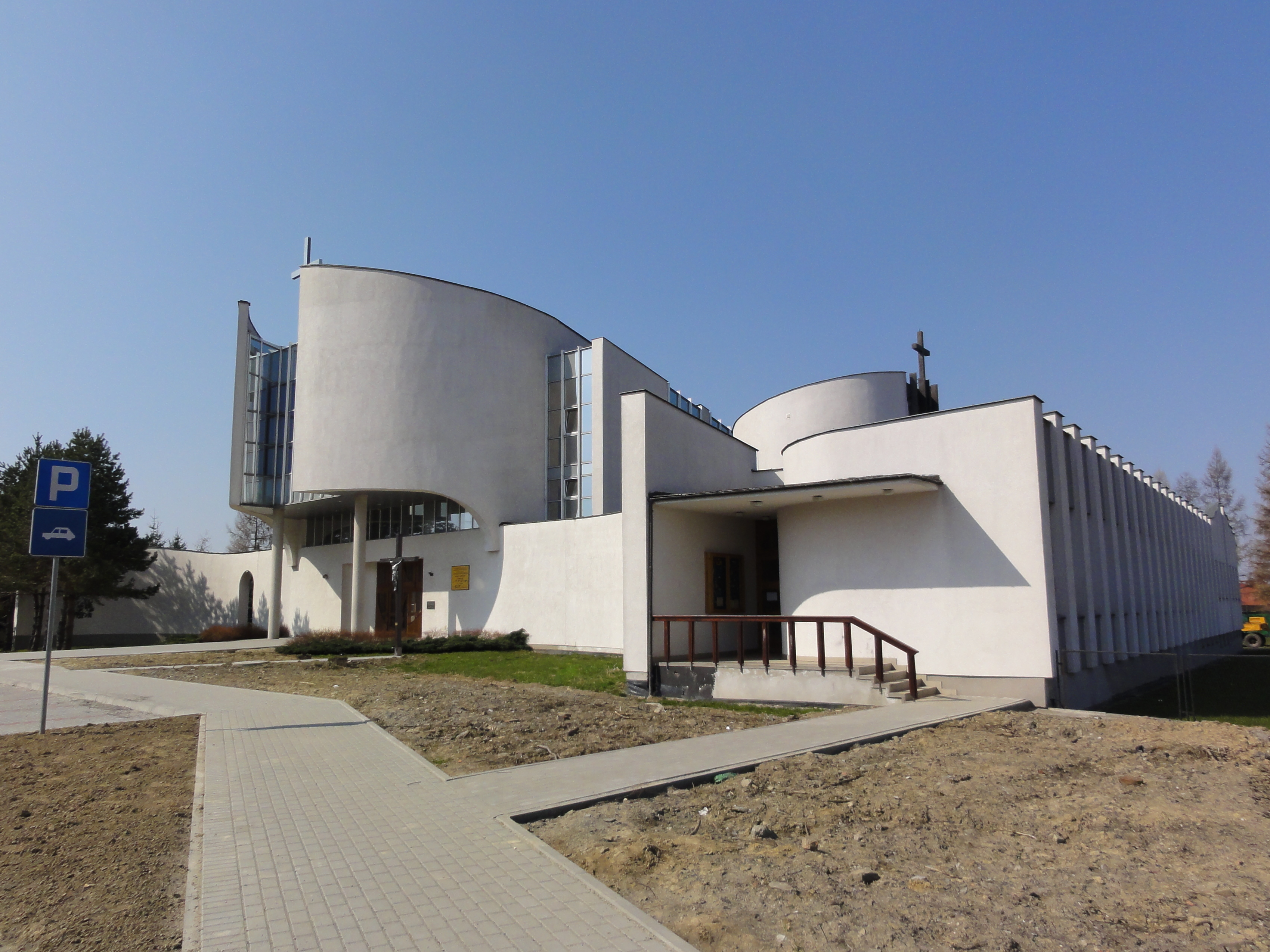
Katholische Kirche

Hermanice (deutsch Hermanitz) ist ein Stadtteil (Osiedle) von Ustroń im Powiat Cieszyński der Woiwodschaft Schlesien, Polen.

## Geographie
Hermanice liegt im Schlesischen Vorgebirge (Pogórze Śląskie), an der Weichsel, etwa 2 Kilometer nordwestlich des Stadtzentrums.
Das Dorf hatte eine Fläche von etwa 370 Hektar.

## Geschichte
Der Ort liegt im Olsagebiet (auch Teschner Schlesien, polnisch Śląsk Cieszyński).
Es wurde im Jahr 1484 erstmals urkundlich erwähnt. Der Name ist patronymisch abgeleitet vom Vornamen Herman (≤ deutsch Hermann // Herimann) mit typischem patronymischen Wortende -ice.
Politisch gehörte das Dorf ursprünglich zum Herzogtum Teschen, der Lehnsherrschaft des Königreichs Böhmen, und seit 1526 gehörte es zur Habsburgermonarchie.
Nach der Aufhebung der Patrimonialherrschaften bildete es ab 1850 eine Gemeinde in Österreichisch-Schlesien, Bezirk Bielitz und Gerichtsbezirk Skotschau. In den Jahren 1880–1910 stieg die Einwohnerzahl von 749 im Jahre 1880 auf 917 im Jahre 1910, es waren überwiegend polnischsprachige (zwischen 85,5 % und 94,9 %), auch deutschsprachige (zwischen 11,5 % im Jahre 1880 und 5,1 % im Jahre 1910) und tschechischsprachige (22 oder 3 % im Jahre 1880). Im Jahre 1910 waren 54,7 % evangelisch, 44,8 % römisch-katholisch, es gab 5 Juden.
1920 nach dem Zusammenbruch der k.u.k. Monarchie und dem Ende des Polnisch-Tschechoslowakischen Grenzkriegs kam Hermanice zu Polen. Unterbrochen wurde dies nur durch die Besetzung Polens durch die Wehrmacht im Zweiten Weltkrieg.
Seit 1945 gehörte es zur Gemeinde Ustroń, sie besaß den Status einer stadtartigen Siedlung, 1956 erfolgte die Verleihung des Stadtrechts.